# Leo V
Leo V (Lew V) – karłowata galaktyka sferoidalna znajdująca się w konstelacji Lwa w odległości około 581 tys. lat świetlnych od Ziemi. Została odkryta w 2007 roku w programie Sloan Digital Sky Survey.
Galaktyka Leo V jest członkiem Grupy Lokalnej oraz satelitą Drogi Mlecznej. Jest ona powiązana mostem gwiezdnym z inną karłowatą galaktyką sferoidalną Leo IV.